# Crosbyella
Crosbyella is een geslacht van hooiwagens uit de familie Phalangodidae.
De wetenschappelijke naam Crosbyella is voor het eerst geldig gepubliceerd door Roewer in 1927. 

## Soorten
Crosbyella omvat de volgende 5 soorten:
- Crosbyella distincta
- Crosbyella montana
- Crosbyella roeweri
- Crosbyella spinturnix
- Crosbyella tuberculata